# キョンシーズ2
『キョンシーズ2』は1987年9月25日にタイトーから発売されたファミリーコンピュータ用のアクションアドベンチャーゲーム。

## 概要
本作は1986年に放映された台湾映画『幽幻道士』の続編という位置付けで、オリジナルストーリーが展開される。タイトルが異なるのは、正確には日本語版放送前の字幕スーパー版ビデオ『キョンシーズ』がベースになっているため。以上の経緯から、ゲームとしての『キョンシーズ1』は存在しない。
攻略ヒントがゲーム中で碌に説明されず、必殺技の一部はコマンド入力が困難で役に立たないなど、プレイヤーに対して不親切であったり理不尽さを感じる要素が多い。そのため、ファミリーコンピュータ作品における低評価・高難易度ゲームの1つとして知られる。一方で、アクションRPGをベースにアドベンチャー要素を取り入れたゲームはまだ数が少なかった点や、『ドラゴンクエストIII』（1988年2月発売）よりも先に昼と夜の概念を導入した点、セーブ機能に加えてそれを活かしたクリアデータ認識がある点など、当時のゲームとしては先鋭的と言える部分もある。

## ゲーム内容
大まかなストーリーは、「『幽幻道士』での騒動後、再び街にキョンシーが現れ、おじいちゃんの仏具を奪われる事態が発生。さらに、孤児の少年4人（デッパ、トラ、チビクロ、スイカ）のうち3人の魂が悪霊に連れ去られてしまう。残った1人は、仏具を取り返し、3人の魂と街を救うために立ち上がる」といったもの。ただし、ゲーム中でこういった前置きのストーリー説明は一切行われない。テンテンとおじいちゃんも登場するが脇役であり、戦うことはない。
プレイヤーは最初に孤児の少年4人から、操作する1人を選ぶことになる。街ではRPG風の見下ろしビューの画面、建物に入ると「はなす」「みる」などのコマンドを選ぶアドベンチャー風の画面、戦闘は横スクロールアクション形式で行われる。街中を歩いて必要なアイテムを集め、夜の街でエンカウントするキョンシーを倒し、下水道・洞窟・霊界といったダンジョンを敵と戦いながら探索し、ラスボスに辿り着いてこれを倒せばクリアとなる。

## 舞台
街と外界は見下ろし型の画面で、東西南北に移動可能。下水道・洞窟、霊界・大霊界は横スクロールアクション風の画面となっており、手前か奥行きの通路を通ることで隣接するマップへ移動する。
街
四方を城壁で囲まれている。昼は基本的に安全だが、夜になるとキョンシーが現れる。以下のような施設がある。
お寺
テンテンやおじいさんに会うことができる拠点的な施設。
店
武器屋、服屋、飯店、薬屋、質屋などがある。様々な物を売ったり買ったりできるが、キャラクターとの相性があり、相性が悪い店だと追い出されたりする。
道場
キャラクターが修行することで能力を上げたり必殺技を習得したりできる。
銀行
相性が良いキャラクターが訪ねると、頭取から融資を受けられる（ただし幸運度を消費する）。
学校
教室、体育倉庫、用務員室があり、いくつかのアイテムが入手できる。
塔
街の北東・北中央・北西・南東・南西の5箇所に設けられている。中ではキョンシーが無制限に現れる他、霊界や大霊界の入り口が現れる場所でもある。
外海
ある場所から行くことができる。下水道・洞窟に繋がっており、小悪霊がいる最奥への近道になっている。
下水道・洞窟
仏具を盗んだ小悪霊が潜む迷宮。町のマンホールか外海から入れる。
霊界
玄武、朱雀、青竜、白虎の護符を持つ悪霊が潜む迷宮。火土水風の護符を集めて霊界門を開くと町の四隅の塔に入り口が現れる。また、入るには特別霊の服を装備する必要がある。内部は亡者が組み合わさったような壁や柱がある不気味な場所で、敵を全て倒さないと隣接するマップへの通路が現れず、先へ進めないようになっている。
大霊界
ラスボスである大悪霊が潜む迷宮。玄武、朱雀、青竜、白虎の護符を集めることで霊界門が大霊界門に変わり、それを開くと町の北側中央の塔に入り口が現れる。内部の見た目は霊界と同じで、敵を倒さないと先へ進めないのも同様。

## 登場人物

### プレイヤーキャラクター
キャラクターはそれぞれで外見や攻撃力・守備力などのパラメーターが異なる。また、街の人の対応もキャラクターによって異なっており、そのキャラクターに協力的な店では無料で食事をとれたり資金を融通してもらえたりするが、非協力的な店では暴言とともに追い出されたりする。
デッパ
バランスの取れたキャラクター。歯が出ているのが特徴。必殺技は「跳亀（ちょうき）」というドロップキック。
トラ（チビトラ）
攻撃力は高いが守備力が弱い。必殺技は「伏龍（ふくりゅう）」という下段蹴り。
チビクロ
動きはすばやいが背が低い。蹴りのリーチが短い。必殺技は「翔鳳（しょうほう）」というフライングクロスチョップ。
スイカ（スイカ頭）
守備力は高いが、攻撃力もすばやさも低い。太めの体型が特徴。必殺技は「砕虎（さいこ）」という頭突き。

### サブキャラクター
テンテン
『幽幻道士』シリーズのヒロイン。家にいて、主人公を泊めてくれる。泊まれば日付が変わる。また、ある贈り物をすると祖父に会わせてくれるようになる。ヒステリーを起こすなど、原作に比べて性格が悪くなっている。
おじいちゃん（金おじいさん）
テンテンの祖父。お札を持った状態でキョンシーを倒し、連れて行くと金と換えてくれる。霊界門や大霊界門を開くことができる唯一の人物でもあるが、ある贈り物をしないと頼みを聞いてくれない。
ベビーキョンシー
ある場所で迷子になっている。キョンシーだが襲ってくることはなく会話も可能。会話中は専用のBGMが流れる。別の場所に親キョンシーがいる。

### 敵キャラクター
キョンシー
本作品を代表する敵キャラクターで、夜の街、葬儀場、塔、下水道や洞窟、霊界、大霊界と、あらゆる場所に出現する。服の模様が黄色い個体と紫の個体がおり、紫の方が若干強い。パラメータの幸運度が高いと紫の個体が出現する確率は低くなる。
署長キョンシー
原作のデブ署長に相当する、眼鏡をかけて恰幅の良い体格のキョンシー。普通のキョンシーに混じって稀に出現する。普通のキョンシーよりも強いが、服の色により強さが異なるのは同じ。
キョンシーモンキー
下水道・洞窟に棲む、キョンシーと化した猿。直進してくるだけのため、簡単に倒せる。
キョンシースネーク
下水道・洞窟に棲む、キョンシーと化した蛇。キョンシーモンキー同様に直進のみだが、低い位置を這ってくるため、下段攻撃でないと倒せない。
キョンシードッグ
下水道・洞窟に棲む、キョンシーと化した犬。直進してきた後、急に飛び上がってくるため、攻撃を当てにくい。
キョンシーバット
下水道・洞窟に棲む、キョンシーと化した蝙蝠。高所に留まっていていて、急に降下して襲ってくる。
目玉
霊界・大霊界に棲む、人魂に一つ目が付いた姿の小妖怪。高所でくるくる回っているのみで、こちらを攻撃してくることはない。
子鬼
霊界・大霊界に棲む、鎧と槍を構えた小妖怪。キョンシースネークと同様に直進のみだが下段攻撃しか当たらない。
スケルトンドッグ
霊界・大霊界に棲む、犬の骨のような姿の小妖怪。子鬼と同様に直進するのみだが、移動のスピードに緩急がある。
跳び蜥蜴
霊界・大霊界に棲む、小型の首長竜のような姿の小妖怪。直進で近づいてくるが、突然飛び上がって突進してくることがある。画面外から急に突進してくることもある。
馬兵士
下水道・洞窟に棲む、馬の頭を持つ人間のような姿の小悪霊。倒すと「経典」が手に入る。
骨蝙蝠
下水道・洞窟に棲む、白骨化した翼竜のような姿の小悪霊。倒すと「仏像」が手に入る。
獅子男
下水道・洞窟に棲む、長髪の人間の姿の小悪霊。倒すと「宝玉」が手に入る。
魚人
下水道、洞窟に棲む、半魚人のような姿の小悪霊。倒すと「木魚」が手に入る。
幽霊女王（青竜）
霊界に棲む、青い幽霊のような姿の悪霊。倒すと「青竜の護符」が手に入る。
妖蛾（朱雀）
霊界に棲む、四本腕の女性の姿の悪霊。倒すと「朱雀の護符」が手に入る。
白髪鬼（白虎）
霊界に棲む、赤い衣を着た女性の姿の悪霊。倒すと「白虎の護符」が手に入る。
泥人形（玄武）
霊界に棲む、ミミズのように細長い姿の悪霊。倒すと「玄武の護符」が手に入る。
大悪霊
大霊界に棲む本作のラスボス。鎧を着た兵士のような姿だが、一度倒すと正体を現す。正体を倒せばクリアとなる。

## 評価
ゲーム誌『ファミコン通信』のクロスレビューでは、5・6・7・6の合計24点（満40点）となっている、『ファミリーコンピュータMagazine』の読者投票による「ゲーム通信簿」での評価は以下の通りとなっており、18.81点（満30点）となっている。
| 項目 | キャラクタ | 音楽 | 操作性 | 熱中度 | お買得度 | オリジナリティ | 総合  |
| 得点 | 3.38       | 3.07 | 3.06   | 3.21   | 2.95     | 3.14           | 18.81 |